# Blockade in London
Blockade in London ist ein 1948 gedrehter britischer Spielfilm. Die 1949 uraufgeführte Produktion gilt als eine der gelungensten Komödien der Ealing Studios.

## Handlung
Mehrere Kinder verursachen im Londoner Stadtteil Pimlico die Explosion eines Blindgängers aus dem Zweiten Weltkrieg, weil sie den Reifen eines Traktors versehentlich in ein trichterförmiges Loch rollen. Infolgedessen wird ein Kellergewölbe freigelegt, aus dem eine uralte Kassette geborgen wird. Sie enthält nicht nur Goldmünzen und Schmuck, sondern auch ein Pergament. Die flugs herbeigeholte Professorin Hatton-Jones erkennt sofort die überragende Bedeutung dieses antiken Schriftstücks. Es handelt sich um einen einst von König Edward IV. ausgestellten Freibrief, dem zufolge er dieses Gebiet, also das heutige Pimlico, an den Herrscher Karl der Kühne abtritt und es als von England unabhängiges „burgundisches Land“ anerkennt.
Die Folgen dieser Charta sind enorm: Ab sofort gelten die Bewohner Pimlicos nicht mehr als Briten, sie sind nunmehr Ausländer. Und als ihnen die Wiedereinbürgerung zu lange dauert, als gar der Nachfahre des Burgunderherzogs, Sébastien de Charolais, auftaucht, erklärt sich Pimlico als neues Land Burgund für unabhängig, schafft die Rationierung ab und schließt seine Grenzen zum Nachbarstaat England. Neu-Burgunds Politik der Nadelstiche und das mit jedem Tage wachsende neue Selbstbewusstsein – der clevere Pimlico-Ladenbesitzer Arthur Pemberton rückt sofort in die neoburgundische Regierung auf – bringt die Londoner Stadtregierung in Harnisch. Die Engländer kontern mit einer subtilen Blockade, Grenzschließung und Stacheldraht inklusive. So glauben sie, die Abtrünnigen zur Raison bringen zu können.
Die Regierung Burgunds reagiert auf diesen „unfreundlichen Akt“ Englands mit eigenen Gemeinheiten: So wird beispielsweise eine Londoner U-Bahn zum Stehen gebracht, da diese bestimmte Bahnverbindung auch über „burgundisches“ Territorium führt. Auch beginnt der Schwarzhandel zu blühen. Beide Seiten schaukeln sich immer mehr hoch, und England bricht schließlich alle Verhandlungen mit den Renegaten ab. Die Wasser- und Stromzufuhr nach Pimlico wird gekappt, und auch Nahrungsmittel werden nicht mehr über die Grenze gelassen. Alles wird mehr und mehr wie im abgeriegelten Berlin. Doch private Aktivitäten hüben wie drüben beginnen allmählich das aufkommende Leid zu mildern, und bald erkennen die Mächtigen auf beiden Seiten, dass es so nicht weitergehen kann. Unter dem stetig anwachsenden Druck der öffentlichen Meinung kommt es schließlich erneut zu Verhandlungen der verfeindeten Parteien, die schließlich zum Anschluss Burgunds an England führen, nachdem der smarte Banker Mr. W.P.J. Wix die rettende Idee hat.

## Produktionsnotizen
Der Film lief am 26. April 1949 in London an. Exakt ein halbes Jahr danach fand Blockade in London auch seine Premieren in Frankreich und den USA. Am 16. Juni 1951 wurde der Film auch in den Kinos der Bundesrepublik Deutschland gestartet. In Deutschland wurde der Film zum ersten Mal am 9. November 1969 im ZDF ausgestrahlt.
Die Londoner Außenaufnahmen fanden nicht in Pimlico statt, sondern im benachbarten Stadtteil Lambeth.
Im Film sind einige Anspielungen auf reale Zeiterscheinungen unübersehbar: So erinnern die Blockadeszenen Pimlicos, als London den ehemaligen Stadtbezirk rigoros abriegelt, um Druck auf die Neu-Burgunder auszuüben, fatal an die zur Drehzeit (1948) hochaktuellen Lage West-Berlins während der Berliner Blockade.
Der Film wurde im September 1949 während der Filmfestspiele von Cannes gezeigt; er nahm jedoch nicht am Wettbewerb teil.

## Auszeichnungen
Drehbuchautor T. E. B. Clarke erhielt 1950 eine Oscarnominierung für das Beste Originaldrehbuch.
Das British Film Institute wählte Blockade in London im Jahr 1999 auf Platz 63 der besten britischen Filme des 20. Jahrhunderts.

## Kritiken
Die internationalen Reaktionen auf den Film waren durchgehend freundlich bis überschwänglich.
Das große Personenlexikon des Films nannte Blockade in London eine „spleenige Komödie“ und „ein kleines Meisterwerk, bevölkert von einer Schar liebenswert-schrulliger Typen mit skurrilen Eigenarten.“
In Reclams Filmführer heißt es: „Dieser Film des Reinhardt-Schülers Henry Cornelius gehört zu den besten Produktionen des Ealing-Studios. […] Formal zunächst ist dies ein einfallsreicher, zügig inszenierter Film, der es sich leisten kann, mit seinen Gags verschwenderisch umzugehen. Und diese Gags zielen allesamt auf Eigenarten und Eigenheiten des britischen Nationalcharakters, was natürlich auch für den ganzen Film gilt.“
In Buchers Enzyklopädie des Films ist zu lesen: „Eine an sich dürftige Idee, nämlich die Entdeckung, dass ein kleiner Teil Londons auf Grund eines alten Gesetzes burgundischer Besitz ist, wurde zu einer der besten Ealing-Komödien entwickelt“.
Der Movie & Video Guide schrieb: „Salty farce of ancient treaty enabling small group of Brits to form their own bounded territory in the middle of London“
Halliwell’s Film Guide charakterisierte den Film wie folgt: „A cleverly detailed little comedy which inaugurated the best period of Ealing, its preoccupation with suburban man and his foibles. Not exactly satire, but great fun and kindly with it“.
In Rotten Tomatoes heißt es: „Passport to Pimlico is one of the most charmingly whimsical Ealing Studios comedies of the late 1940s-early 1950s“
Das Lexikon des internationalen Films schrieb: „Sehr unterhaltsame und originelle Komödie – mit Selbstironie und exzellenter Besetzung.“
Der Evangelische Film-Beobachter zog folgendes Fazit: „Eine herrliche, lebensvolle Groteske, die in ihrer kauzigen Komik ab 14 reines Vergnügen bereitet.“